# Primeiro-ministro da Arábia Saudita
O Primeiro-ministro da Arábia Saudita é o presidente do Conselho de Ministros e chefe formal de governo da Arábia Saudita. Desde o reinado do rei Faisal, o cargo de primeiro-ministro foi ocupado pelo rei.

## Lista
| Ordem                                            | Nome | Nome                     | Início do mandato      | Fim do mandato         |
| ------------------------------------------------ | ---- | ------------------------ | ---------------------- | ---------------------- |
| 1.º                                              |      | Saud                     | 9 de outubro de 1953   | 16 de agosto de 1954   |
| 2.º                                              |      | Príncipe-herdeiro Faisal | 16 de agosto de 1954   | 21 de dezembro de 1960 |
| 3.º                                              |      | Saud                     | 21 de dezembro de 1960 | 31 de outubro de 1962  |
| 4.º                                              |      | Faisal.                  | 31 de outubro de 1962  | 25 de março de 1975    |
| Vago (25 de março de 1975 - 29 de março de 1975) |      |                          |                        |                        |
| 5.º                                              |      | Khalid                   | 29 de março de 1975    | 13 de julho de 1982    |
| 6.º                                              |      | Fahd                     | 13 de julho de 1982    | 1 de agosto de 2005    |
| 7.º                                              |      | Abdullah                 | 1 de agosto de 2005    | 23 de janeiro de 2015  |
| 8.º                                              |      | Salman                   | 23 de janeiro de 2015  | Incumbente             |